# 기쿠나역
기쿠나역(일본어: 菊名駅, きくなえき)은 일본 가나가와현 요코하마시 고호쿠구에 있는 철도역이다.

## 타는 곳

### 도쿄 급행 전철
| 3・4 | ■ 도요코 선 | 요코하마・미나토미라이 선에 직결 운행 모토마치 주카가이 방면 |  |  |   |             |                                       |
| 5    | ■ 도요코 선 | 무사시코스기・지유가오카・시부야 방면 후쿠토신 선 직결 운행 신주쿠 3초메·이케부쿠로·와코시 방면 세이부 선 직결 운행 도코로자와 방면, 도부 철도 도조 선 직결 운행 가와고에시 방면 |  |  | 6 | ■ 도요코 선 | 무사시코스기・지유가오카・시부야 방면 |

### 동일본 여객철도
| 1 | ■ 요코하마 선 | 요코하마·오후나 방면                        |
| 2 | ■ 요코하마 선 | 신요코하마・마치다・하시모토・하치오지 방면 |

## 사건사고
- 4월 10일 - 자동차의 폭발화재가 발생하여 열차 운행이 중지되었다.[1]

## 인접역
| 도쿄 급행 전철 ■ 도요코 선         | 도쿄 급행 전철 ■ 도요코 선 | 도쿄 급행 전철 ■ 도요코 선 |
| ---------------------------------- | -------------------------- | -------------------------- |
| 무사시코스기 시부야 방면           | 특급                       | 요코하마 요코하마 방면     |
| 히요시 시부야 방면                 | 통근특급                   | 요코하마 요코하마 방면     |
| 쓰나시마 시부야 방면               | 급행                       | 요코하마 요코하마 방면     |
| 오쿠라야마 시부야 방면             | 각역정차                   | 묘렌지 요코하마 방면       |
| 동일본 여객철도 ■ 요코하마 선      |                            |                            |
| 히가시카나가와 히가시카나가와 방면 | 쾌속                       | 신요코하마 하치오지 방면   |
| 오구치 히가시카나가와 방면         | 각역정차                   | 신요코하마 하치오지 방면   |